# Tristan Takats
Tristan Takats (* 14. November 1995 in Korneuburg, Niederösterreich) ist ein österreichischer Freestyle-Skier und ehemaliger Skirennläufer. Er gehört aktuell dem Nationalteam des Österreichischen Skiverbandes an und ist auf die Disziplin Skicross spezialisiert.

## Biografie

### Ski Alpin
Der aus Böheimkirchen stammende und für den USC Lilienfeld startende Tristan Takats bestritt im Alter von 15 Jahren in Österreich erste Jugend- und Citizen-Rennen. Sein erstes FIS-Rennen absolvierte er im April 2011 auf dem Hochkar. Er startete anfangs in allen Disziplinen, konnte sich aber nur selten unter den besten zehn klassieren. Im Winter 2012/13 konzentrierte er sich auf die technischen Disziplinen Riesenslalom und Slalom und konnte seine Ergebnisse leicht verbessern. Am 25. Februar 2015 gab Takats im Super-G von Saalbach-Hinterglemm sein Europacup-Debüt und bestritt von da an eine Mischung aus Europacup, FIS-Rennen und nationalen Meisterschaften. Bei über 20 Europacup-Starts gelangen ihm vier Platzierungen in den Punkterängen, erstmals im Dezember 2016 mit Platz 22 in der Kombination im Sarntal. Seine erfolgreichste Saison als alpiner Skirennläufer hatte er 2018/19. Nach drei FIS-Siegen erreichte er im März sowohl sein bestes Europacup-Resultat (Platz 17 im Super-G auf der Sella Nevea) als auch seine besten Platzierungen bei österreichischen Meisterschaften (Platz fünf in der Abfahrt, Platz neun im Super-G). Bei einem der letzten Saisonrennen, dem Super-G im Rahmen der slowenischen Meisterschaften in Krvavec, erlitt er einen Kreuzbandriss.

### Freestyle-Skiing
Während der Verletzungspause entschied sich Tristan Takats für einen Wechsel der Sportart. Ende November 2019 ging er bei den Staatsmeisterschaften im Pitztal erstmals in der Freestyle-Disziplin Skicross an den Start. Am Tag darauf gab er sein Europacup-Debüt und erreichte drei Wochen später in Val Thorens hinter seinem Teamkollegen Frederic Berthold gleich den ersten Podestplatz. In der Europacup-Disziplinenwertung belegte er nach seiner ersten Saison Rang 13.
Am 20. Jänner 2021 gab Takats mit Platz 17 in Idre sein Debüt im Freestyle-Skiing-Weltcup. Seine erste volle Weltcup-Saison bestritt er im Winter 2021/22. Nachdem ihm als Fünfter in Val Thorens sein erstes Spitzenresultat gelungen war, erreichte er sowohl in Innichen als auch in Idre das große Finale und belegte jeweils Platz vier. Im Mixed-Teambewerb von Arosa wurde er gemeinsam mit Katrin Ofner ebenfalls Vierter. Bei den Olympischen Spielen von Peking belegte er Rang 15, bei den Weltmeisterschaften in Bakuriani Rang 13. Im Dezember 2023 gelang ihm in Val Thorens sein erster Weltcupsieg.

## Erfolge

### Olympische Spiele
- Peking 2022: 15. Skicross

### Weltcup
- 8 Platzierungen unter den besten zehn, davon 1 Sieg:

| Datum            | Ort         | Land       | Disziplin |
| ---------------- | ----------- | ---------- | --------- |
| 7. Dezember 2023 | Val Thorens | Frankreich | Skicross  |

### Weltcupwertungen
| Saison  | Skicross | Skicross |
| Saison  | Platz    | Punkte   |
| ------- | -------- | -------- |
| 2020/21 | 49.      | 17       |
| 2021/22 | 7.       | 313      |
| 2022/23 | 25.      | 129      |
| 2023/24 | 10.      | 390      |

### Weitere Erfolge
- 1 Podestplatz im Europacup
- 3 Siege in FIS-Rennen (Ski Alpin)